# Пробулевма
Пробулевма (др.-греч. προβούλευμα) — в Древних Афинах предварительное определение совета пятисот (буле) по делам, вносившимся в высший орган государственной власти (экклесия, народное собрание): афинские законы требовали, чтобы каждый вопрос, подлежавший решению народного собрания, предварительно был рассмотрен этим советом, который должен был высказать о нём своё мнение.
В большинстве случаев совет предлагал народу в форме пробулевмы определённые решения, которые для экклесии, конечно, не были обязательны. Иногда совет не высказывал в пробулевме своего мнения по данному вопросу, а просто формально вносил его в народное собрание, которому и предоставлял найти подходящее решение.
С прочтения пробулевмы начиналось обсуждение дела в народном собрании; затем следовала прохиротония, то есть голосование по вопросу о том, принимает ли собрание предложенное советом в пробулевме решение или же считает необходимым обсуждение вопроса (что и происходило в большинстве случаев). Если кто-нибудь хотел внести в народное собрание новое предложение, то он предлагал пригласить совет дать своё заключение по данному вопросу в форме пробулевмы. Если это предложение проходило, совет вносил в другое собрание свою пробулевму.
Внесение на решение экклесии вопросов, по которым совет ещё не высказался, навлекало на виновных обвинение в нарушении законов (графэ параномон, «жалоба на противозаконие»).